# Cecilia Rognoni

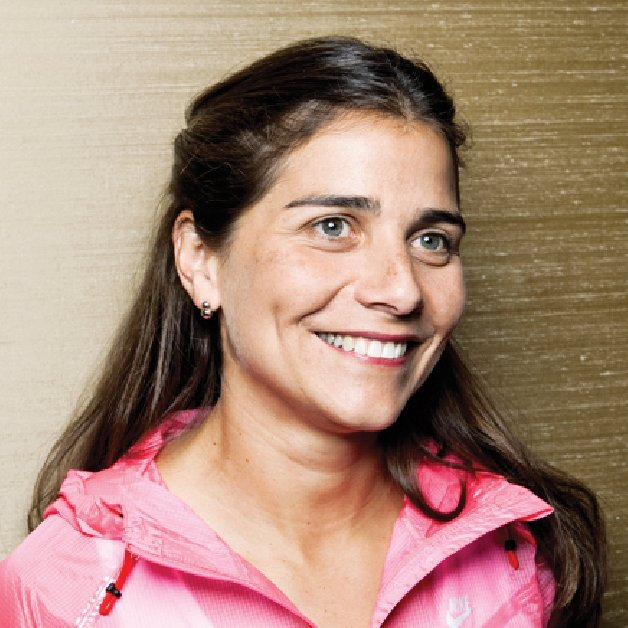
Cecilia Rognoni (2011)

María Cecilia Rognoni (* 1. Dezember 1976 in Buenos Aires) ist eine ehemalige argentinische Hockeyspielerin. Sie gewann mit der argentinischen Nationalmannschaft bei Olympischen Spielen eine Silber- und eine Bronzemedaille und war Weltmeisterin 2002.

## Sportliche Karriere
Cecilia Rognoni belegte mit der argentinischen Mannschaft den siebten Platz bei den Olympischen Spielen 1996 in Atlanta. Zwei Jahre später bei der Weltmeisterschaft 1998 in Utrecht unterlagen die Argentinierinnen im Halbfinale der australischen Mannschaft. Anschließend verloren sie das Spiel um die Bronzemedaille gegen die Deutschen. 1999 gewann die argentinische Mannschaft den Titel bei den Panamerikanischen Spielen in Winnipeg. Bei den Olympischen Spielen 2000 in Sydney belegten die Argentinierinnen in der Vorrunde den zweiten Platz hinter den Niederländerinnen, mit drei Siegen in der Zwischenrunde konnten sie diesen Platz verteidigen. Im Endspiel trafen sie damit wieder auf die Australierinnen und unterlag mit 1:3.
Ende 2002 fand die Weltmeisterschaft in Perth statt. Die Argentinierinnen gewannen ihre Vorrundengruppe und bezwangen im Halbfinale die Australierinnen mit 1:0. Im Finale siegten sie im Siebenmeterschießen gegen die Niederländerinnen. Bei den ersten zehn Schützinnen trafen nur Claudia Burkart für Argentinien und Fatima Moreira de Melo für die Niederlande. Nachdem die ersten vier Schützinnen in der Verlängerung des Siebenmeterschießens getroffen hatten, verwandelte Rognoni zum 4:3, während Moreira de Melo verfehlte. Damit war die argentinische Mannschaft Weltmeister. Bei den Panamerikanischen Spielen 2003 in Santo Domingo verteidigte die argentinische Mannschaft ihren Titel von 1999. Im Jahr darauf bei den Olympischen Spielen 2004 in Athen belegten die Argentinierinnen in der Vorrunde den zweiten Platz. Im Halbfinale unterlagen sie den Niederländerinnen im Siebenmeterschießen, gewannen aber das Spiel um die Bronzemedaille mit 1:0 gegen die Chinesinnen.
Cecilia Rognonis Vater Horacio Rognoni nahm 1972 am olympischen Hockeyturnier teil.